# Jennifer M. Johnson

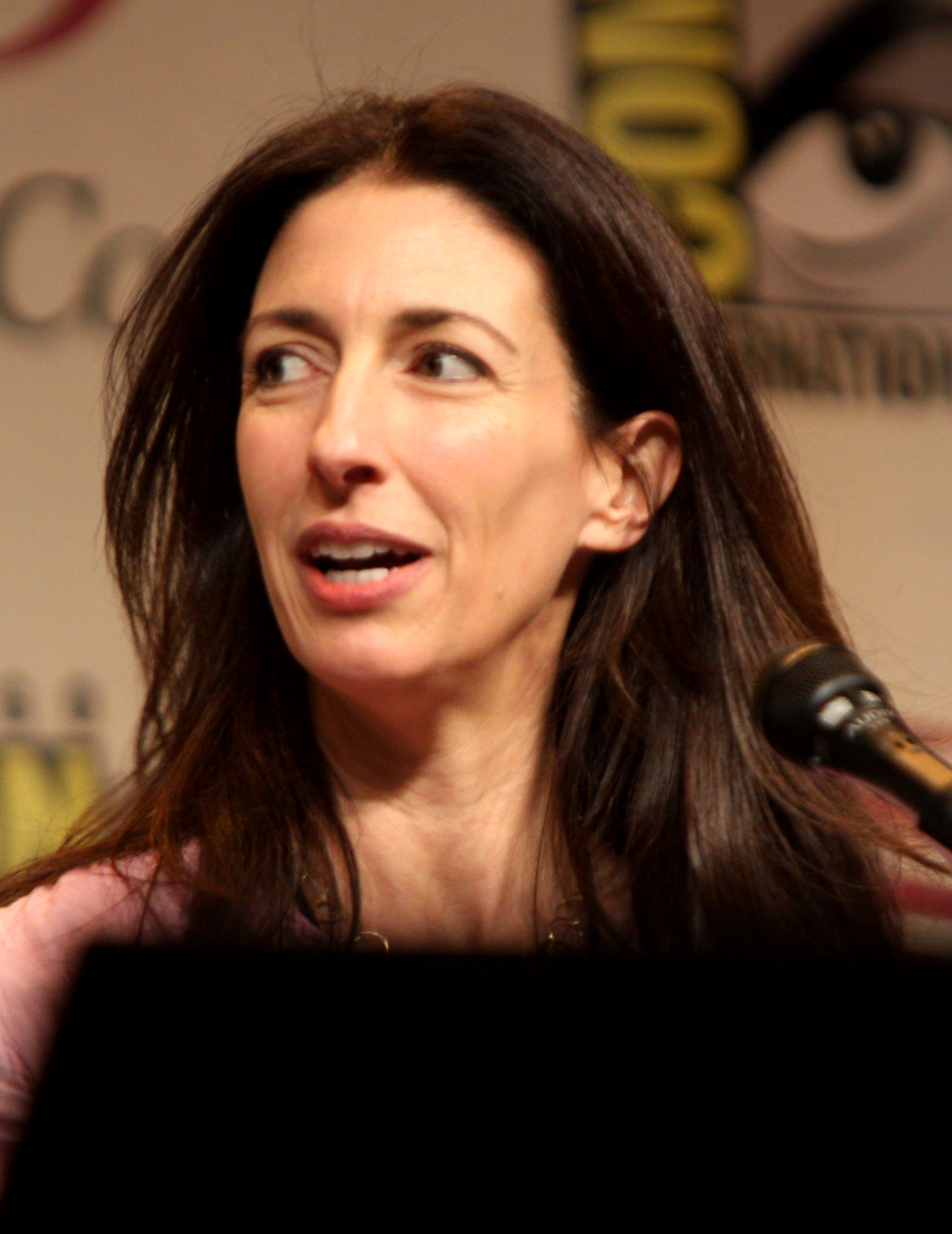
Jennifer M. Johnson falando no Wondercon 2012, na Califórnia

Jennifer M. Johnson é uma roteirista e produtora de televisão estadunidense. Trabalhou nas séries Lost, Reunion e Cold Case, além de ser a co-criadora da série Chase. Ela ganhou o Writers Guild of America Award como Melhor Série Dramática por seu trabalho em Lost. É atualmente co-showrunner e produtora executiva da série em exibição pela FOX Alcatraz.

## Carreira
Johnson começou a escrever para a televisão na série da MTV "Undressed" em 1999. Ela se tornou editora de história e escritora na quarta temporada do drama "Providence" em 2001. Ela escreveu os episódios "The Honeymoon's Over" e "The Good Fight" e co-escreveu o episódio "Smoke and Mirrors" com o editor excutivo de história Mike Kelley. Ela retornou para a sexta e última temporada em 2002 e escreveu o episódio "Cloak & Dagger" e co-escreveu o episódio "The Sound of Music" com o produtor executivo Ann Lewis Hamilton.

## Filmografia

### Produção
| Série      | Função              |
| ---------- | ------------------- |
| Lost       | co-produtora        |
| Reunion    | produtora           |
| Cold Case  | produtora executiva |
| Georgetown | produtora           |
| Chase      | produtora executiva |
| Alcatraz   | produtora executiva |

### Roteiro
- Undressed (escrito por)
- Providence (roteiro)
- The Guardian (escrito por)
- Lost (escrito por)
- Reunion (escrito por)
- Cold Case (escrito por)
- Chase (criadora/escrito por)
- Alcatraz (roteiro)